# 히다카 알렉상드르
히다카 알렉상드르(일본어: 日高 アレクサンドル, 2000년 4월 9일~)는 일본의 축구 선수이다.

## 구단 경력
그는 2019년 YSCC 요코하마 2nd에 입단했다. 2021년 J3리그의 YSCC 요코하마로 승격했다.